# Rolf Danneberg
Rolf Danneberg (Hamburg, 1 maart 1953) is een Duits voormalig discuswerper, die op internationale wedstrijden uitkwam voor West-Duitsland. Hij nam tweemaal deel aan de Olympische Spelen en won hierbij twee medailles (goud en brons). Hij werd driemaal nationaal kampioen. Met een PR van 67,60 staat hij als achtste Duitser op de lijst aller tijden achter Jürgen Schult, Lars Riedel, Wolfgang Schmidt, Armin Lemme, Hein-Direck Neu, Alwin Wagner, Michael Möllenbeck.
In 1982 nam hij deel aan de Europese Kampioenschappen in Athene, maar kwalificeerde zich daar niet voor de finale.
In 1984 won hij onverwacht een gouden medaille op de Olympische Spelen van Los Angeles. Met een reeks van: 64,74 - ongeldig - 63,64 - 66,60 - ongeldig - 66,22 versloeg hij de Amerikanen Mac Wilkins (zilver; 66,30) en John Powell (brons; 65,46). Eerder dat jaar werd hij derde op de West-Duitse atletiekkampioenschappen. Op de wereldkampioenschappen atletiek 1987 in Rome greep hij met een vierde plaats (65,96) net naast de medailles.
In 1988 kon hij ondanks een betere worp (67,38 m) dan vier jaar eerder zijn titel niet prolongeren en moest hij genoegen nemen met een bronzen medaille, achter de Oost-Duitser Jürgen Schult (goud; 68,82) en de Rus Romas Ubartas (zilver; 67,48).
Hij was aangesloten bij LG Wedel-Pinneberg en vanaf 1990 bij Bayer Leverkusen.

## Titels
- Olympisch kampioen discuswerpen - 1984
- West-Duits kampioen discuswerpen - 1980, 1988, 1989

## Persoonlijk record
| Onderdeel    | Prestatie | Datum       | Plaats  |
| ------------ | --------- | ----------- | ------- |
| discuswerpen | 67,60 m   | 30 mei 1987 | Berlijn |

## Palmares

### Discuswerpen
- 1984:  OS - 66,60 m
- 1986: 11e EK
- 1987:  Europacup - 66,18 m
- 1987: 4e WK - 65,96 m
- 1988:  OS - 67,38 m
- 1989:  Europacup - 63,12 m
- 1989:  Wereldbeker - 65,30 m
- 1990: 6e EK - 63,08 m